# Every Teardrop Is a Waterfall
«Every Teardrop Is a Waterfall» és una cançó de la banda britànica Coldplay llançada el 3 de juny de 2011 com a descàrrega digital, excepte al Regne Unit, on es posà a la venda dos dies després. Fou publicada com a primer senzill del cinquè àlbum d'estudi del grup, Mylo Xyloto. Conté elements de la cançó "I Go to Rio" de l'any 1976, escrita per Peter Allen i Adrienne Anderson.

## Informació
Des del moment que van penjar la cançó en el canal oficial del grup a YouTube, van rebre molts comentaris negatius indicant que es tractava d'un plagi de "Ritmo de la Noche" de The Sacados o de "I Go to Rio" de Peter Allen. Un cop llançat el senzill es va poder comprovar com el grup assenyalava que la cançó tenia elements de la cançó "I Go to Rio". Chris Martin va declarar que es va inspirar una nit que va escoltar una escena de la pel·lícula Biutiful d'Alejandro González Iñárritu (2010). En diverses parts de la pel·lícula s'escolten acords d'aquesta cançó composta per Peter Allen i Adrienne Anderson. Per altra banda, tot i que molta gent assenyalava que en la composició de "Every Teardrop Is a Waterfall" van plagiar "Ritmo de la Noche", el grup ho va negar rotundament indicant que la cançó de The Sacados es tractava realment d'una versió de la primera publicada l'any 1990.
El videoclip, llançat el 28 de juny de 2011, mostra la banda jugant en diversos fons amb graffitis de molts colors utilitzant la tècnica de l'stop motion. Fou rodat entre el 14 i 15 de juny de 2011 a Millennium Mills, a l'est de Londres, però comença amb l'horitzó del Downtown Los Angeles. Fou dirigit per Mat Whitecross, qui ja havia treballat amb Coldplay com a responsable dels videoclips de "Lovers in Japan" i "Christmas Lights" entre d'altres.
La cançó fou remesclada en diversos ocasions però destaca la versió realitzada pel grup Swedish House Mafia. Fou tan ben rebuda en les seves actuacions que la van incloure en el seu àlbum en directe One Night Stand. Una altra versió famosa fou la realitzada pel DJ Avicii, tot i que la crítica no fou tan positiva, va agradar molt als seus seguidors.

## Llista de cançons
Senzill digital
| Núm. | Títol                           | Durada |
| ---- | ------------------------------- | ------ |
| 1.   | «Every Teardrop Is a Waterfall» | 4:03   |

CD/7" Vinil/Estàndard
| Núm. | Títol                           | Durada |
| ---- | ------------------------------- | ------ |
| 1.   | «Every Teardrop Is a Waterfall» | 4:03   |
| 2.   | «Major Minus»                   | 3:30   |

EP digital exclusiu per iTunes
| Núm. | Títol                           | Durada |
| ---- | ------------------------------- | ------ |
| 1.   | «Every Teardrop Is a Waterfall» | 4:03   |
| 2.   | «Major Minus»                   | 3:30   |
| 3.   | «Moving to Mars»                | 4:19   |

Remescla oficial
| Núm. | Títol                                                       | Durada |
| ---- | ----------------------------------------------------------- | ------ |
| 1.   | «Every Teardrop Is a Waterfall» (Swedish House Mafia Remix) | 5:23   |